# 藤田陽一
藤田陽一，為日本的動畫導演，主要的動畫作品為「銀魂」、「窮神」。

## 經歴
2000年關西大學畢業後進入日昇動畫（已退出，目前自由身）。於『犬夜叉』製作期間擔任製作進行、演出助理，直到『陰陽大戰記』第3話「白虎激突」負責演出一職正式在動畫界出道。
之後以演出一職參加『CLUSTER EDGE』、『結界師』。2006年的『銀魂 (第1期)』播出後，擔任助理導演從2007的第88話到2008年的第99話止，同年播出的第100話才首次擔任導演，至2015年3月底銀魂第2期播畢為止。當了6年導演後，2015年4月開播的銀魂第3期導演由宮脇千鶴接任。

## 作品
2000年
- 犬夜叉（製作進行、演出助理）

2004年
- 陰陽大戰記（分鏡、演出）

2005年
- CLUSTER EDGE（分鏡、演出）

2006年
- 結界師（分鏡、演出）
- 銀魂（導演[2]、分鏡、演出、OP／ED演出）

2010年
- 銀魂劇場版 新譯紅櫻篇（監修）
- 銀魂精選集（OP／ED演出）

2011年
- 銀魂'（導演、分鏡、演出、OP／ED演出）

2012年
- 窮神（導演、分鏡、OP演出）

2013年
- 銀魂劇場版 完結篇 永遠的萬事屋（導演、分鏡、演出）

2014年
- 諸神的惡作劇（分鏡、演出）
- LoveLive！（分鏡、演出）
- 閃爍的青春（分鏡）
- GUNDAM創戰者（分鏡）

2015年
- 銀魂°（監修、分鏡）
- 森（導演）
- 小松先生（導演[3]、分鏡）

2016年
- Classica Loid（導演[4]、分鏡）

2019年
- 歌舞伎町夏洛克（分鏡）

2021年
- 銀魂 THE FINAL（監修）

## 腳註
1. ↑  . Yahoo！新聞 (Yahoo！JAPAN). 2015-11-09  [2016-06-16]. （原始内容存档于2016-03-05） （日语）.
2. ↑  第100話起。第105話為止與高松信司共同擔任。
3. ↑  . ORICON STYLE (Oricon). 2015-07-16  [2016-06-16]. （原始内容存档于2016-08-08） （日语）.
4. ↑  . Animate TV. 2015-07-03  [2016-06-17] （日语）.

## 外部連結
- （日語）藤田陽一的X（前Twitter）